# 銀の湯
銀の湯（ぎんのゆ）は、六甲山北麓の有馬温泉郷にある神戸市営の温泉入浴施設。2001年に開館した。温泉は炭酸泉源から引いているものにラジウム泉をブレンドした銀泉（ぎんせん）である。(駐車場：無　近隣のコインパーキングを利用）
姉妹施設に「金の湯」がある。

## 施設
- 浴槽
- 湿式サウナ
- うたせ湯
- 休憩コーナー

## 効能
神経痛、筋肉痛、関節痛、五十肩、運動麻痺、関節のこわばり、うちみ、くじき、慢性消化器病、痔疾、冷え性、病後回復期、疲労回復、健康増進、※高血圧症、※動脈硬化症、痛風、慢性胆嚢炎、胆石症、慢性皮膚病、慢性婦人病、切り傷、やけど
「※」印は42°C以下での浴用の適応症。

※効能は万人に対してその効果を保障するものではない。

## 交通アクセス
- 神戸電鉄 有馬温泉駅 徒歩10分
- 六甲有馬ロープウェー 有馬駅 徒歩10分

## 周辺情報
- 極楽寺（徒歩2分）
  - 神戸市立太閤の湯殿館（徒歩2分）
- 温泉寺（徒歩2分）
- 念仏寺（徒歩2分）
- 湯泉神社（徒歩2分）
- 有馬の工房（徒歩2分）
- 湯本坂（旧大阪街道）
- 六甲山